# Lynn Chadwick
Lynn Russell Chadwick (Londen, 24 november 1914 – Stroud (Gloucestershire), 25 april 2003) was een Britse beeldhouwer.

## Leven en werk
Lynn Chadwick is bekend geworden door zijn sculpturen, vervaardigd uit samengelaste stukken ijzer, die hij ook wel als mobiles vervaardigde. Zijn beelden vertoonden een lichte gelijkenis met het werk van Alexander Calder.
Lynn Chadwick ontving zijn opleiding aan de Merchant Taylor's School in Londen. Na zijn opleiding maakte hij een studiereis naar Frankrijk. In de jaren 1933 tot 1939 werkt hij voor verschillende architectenbureaus in Londen. In die periode zette hij zijn eerste stappen als tekenaar en maakte hij ook aquarellen en olieverfschilderijen. Pas na de Tweede Wereldoorlog was hij werkzaam als beroepskunstenaar en creëerde na een lasopleiding zijn eerste beelden. In 1949 had Chadwick zijn eerste deelname aan groepsexposities, gevolgd in 1950 door een eerste solotentoonstelling.
In 1952 belandde hij in de halve finales van in de internationale sculptuurcompetitie (thema: de Unknown Political Prisoner). Sindsdien verkregen zijn sculpturen nationale en internationale belangstelling. Chadwick vertegenwoordigde Engeland bij de Biënnale van Venetië in 1952 (samen met beeldhouwers als Henry Moore, Reg Butler, Eduardo Paolozzi, William Turnbull, Bernard Meadows en Kenneth Armitage), 1956 en 1999 en werd uitgenodigd voor de documenta in Kassel in 1955 (1), 1959 (II) en 1964 (III).
Lynn Chadwick behaalde meerdere internationale prijzen, onder andere in 1956 in Venetië de Grand Prix in de sectie beeldhouwen (waarbij hij onder andere Alberto Giacometti versloeg) en onderscheidingen in 1959 Padua en in 1960 in Lugano, maar zijn roem was tanende, door de nieuw opkomende stromingen als popart, minimal art en conceptuele kunst.
In 1964 werd Chadwick benoemd tot Commandeur in de Orde van het Britse Rijk en in 1985 de Franse Orde van Kunst en Letteren.

Lynn Chadwick vestigde zich in Lypiatt Park, Stroud, Gloucestershire, waar hij zijn eigen beeldenpark inrichtte.

Hij stierf in 2003 in zijn woonplaats Stroud.

## Tentoonstellingen
- 1996 Gimpel Fils in Londen
- 1998 Solomon Gallery in Dublin

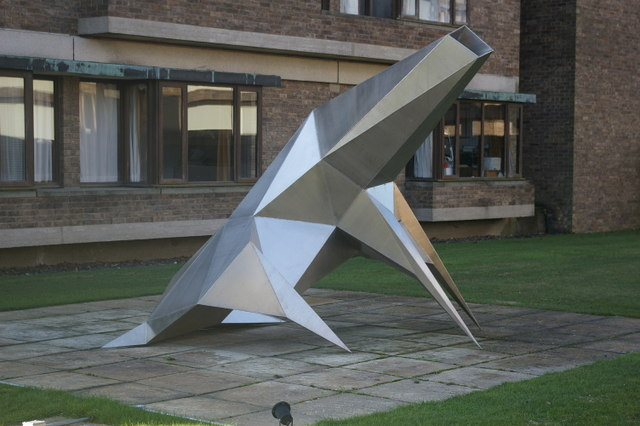
Beast Alerted I (1990) in Cambridge (onderdeel van Cambridge Sculpture Trail 3)

- 2000 Buschlen Mowatt Gallery in Vancouver
- 2002 James Hyman Fine Art in Londen
- 2002 Galleria M'ARTE in Milaan
- 2002 Blast to Freeze, Kunstmuseum Wolfsburg in Wolfsburg
- 2003 Skulptur - von der Stabilität zur Mobilität Galerie am Lindenplatz in Vaduz
- 2003 Lynn Chadwick, Tate Modern in Londen
- 2003 Lynn Chadwick in Nederland, Galerie Frans Jacobs in Amsterdam
- 2004 Hommage à Picasso - 50 Künstler, Galerie Wolfgang Exner in Wenen
- 2004 Lynn Chadwick. Sculpture Osborne Samuel / Scolar Fine Art in Londen
- 2005 Summer Show, Marlborough Gallery in New York
- 2006 Was ist Plastik? 100 Jahre - 100 Köpfe, Lehmbruck-Museum in Duisburg

Zijn werk is te vinden in de collectie van vele musea en beeldenparken, zoals: Tate Modern, Cass Sculpture Foundation, National Museum of Wales, Scottish National Gallery of Modern Art, Irish Museum of Modern Art, Centre Georges Pompidou, Solomon R. Guggenheim Foundation, Smithsonian Institute, Lehmbruck-Museum (Fremder ,1956) beeldenroute Jerwood Sculpture Trail, Billy Rose Art Garden, beeldenpark van het Kröller-Müller Museum (Beast XVI, 1959), Museu Colecção Berardo en Museum de Fundatie (Dans IV).

## Fotogalerij

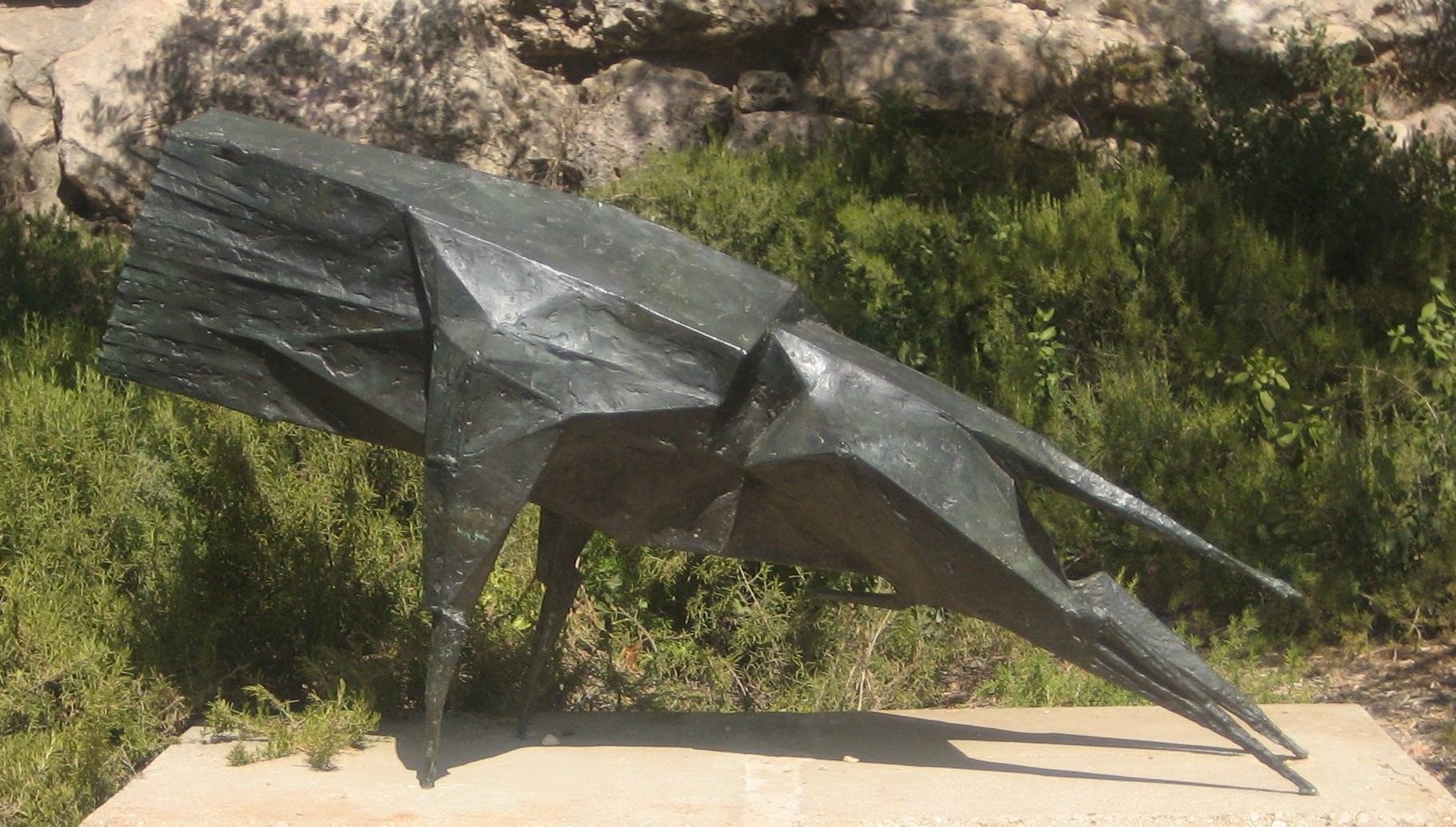
Roaring lion (1960), Billy Rose Art Garden, Jeruzalem
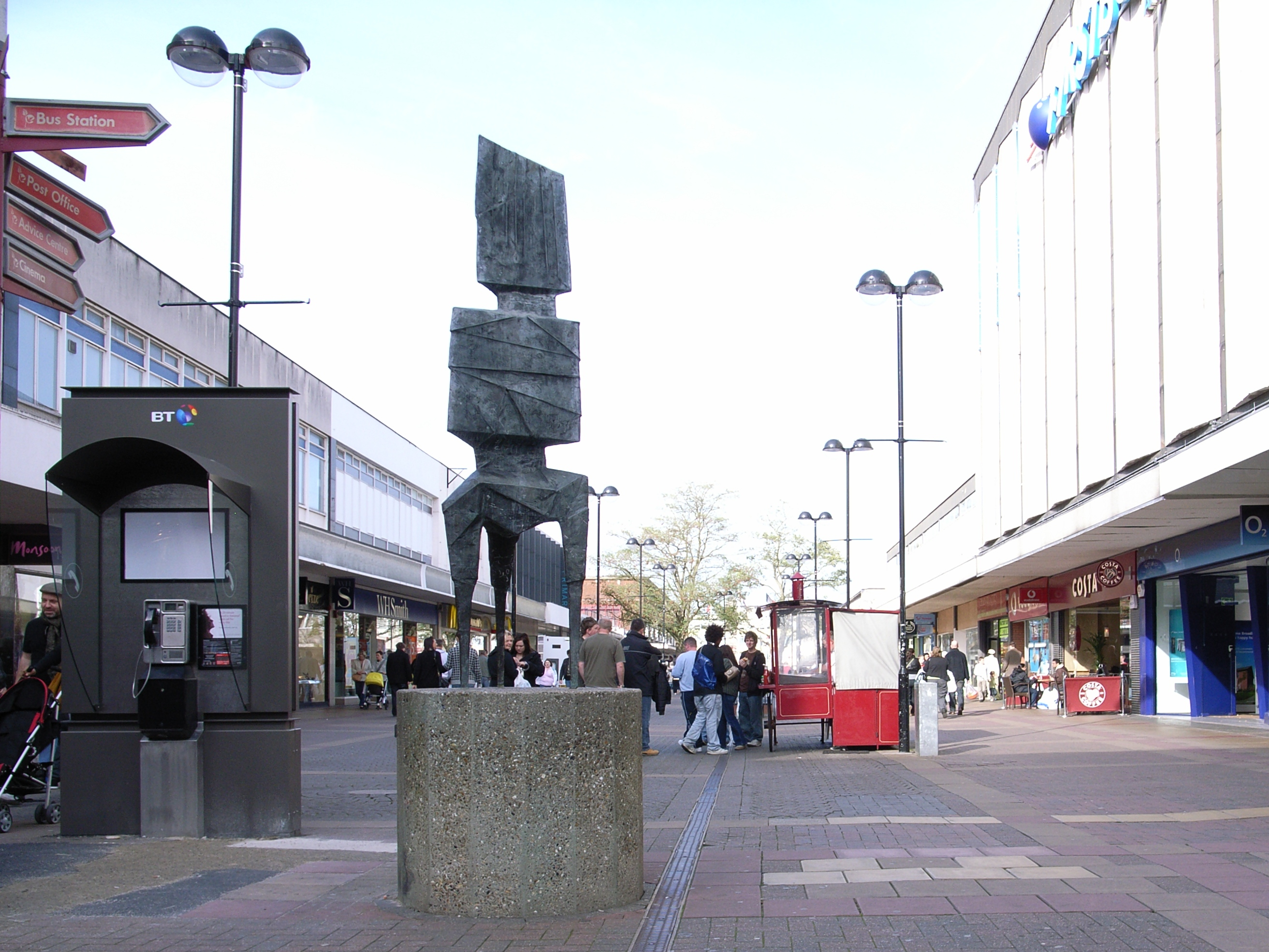
Trigon (1961) in Harlow
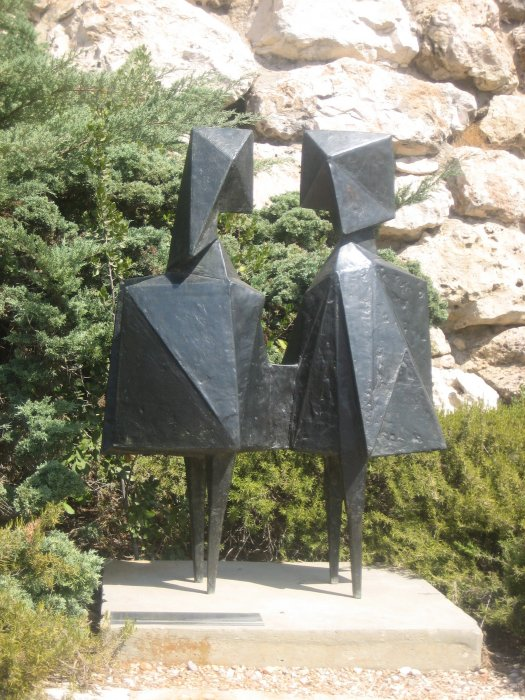
Two Figures (Conjunction XV) (1970), Israel Museum, Jeruzalem